# Stethorrhagus penai
Stethorrhagus penai is een spinnensoort uit de familie van de loopspinnen (Corinnidae).
De wetenschappelijke naam van de soort werd in 1994 gepubliceerd door Alexandre Bragio Bonaldo & Antonio Domingos Brescovit.